# Коральпе
Коральпе (Коральпы, Коральм; нем. Koralpe, словен. Golica) — горный хребет в южной Австрии, который отделяет восточную Каринтию от южной Штирии. В южной части хребет тянется в Словению. Простирается с севера на юг, ограничен рекой Лавант на западе и рекой Зюльм на востоке. На юге, на словенской территории, Коральпе граничит с горным хребтом Козяк. У восточных склонов хребта Коральпе расположена природоохранная территория Зекар-Беренталь.

## Вершины
Самая высокая точка — гора Гросер-Шпайккогель (2140 м). Она является популярным местом для пешего туризма. На горе расположена также теле- и радиоантенна, а также радар австрийской армии. В северо-восточной части хребта расположена вершина Райнишкогель (1463 м). Она является популярным туристическим объектом среди жителей Граца.

## Геология
Горы Коральпе состоят в основном из метаморфических пород, из которых некоторые представляют значительный интерес для геологов и коллекционеров полудрагоценных камней. В средней части и вокруг Вайнебене (также популярной рекреационной и туристической зоны) имеются пегматитовые пласты, которые содержат значительное количество сподумена, что делает этот район самым известным литиевым месторождением в Европе. Залежи кварца и полевого шпата, вместе с густыми лесами, послужили основой для промышленного производства стекла, керамики, фарфора и изоляционных материалов в прошлом.

## Железнодорожный транспорт

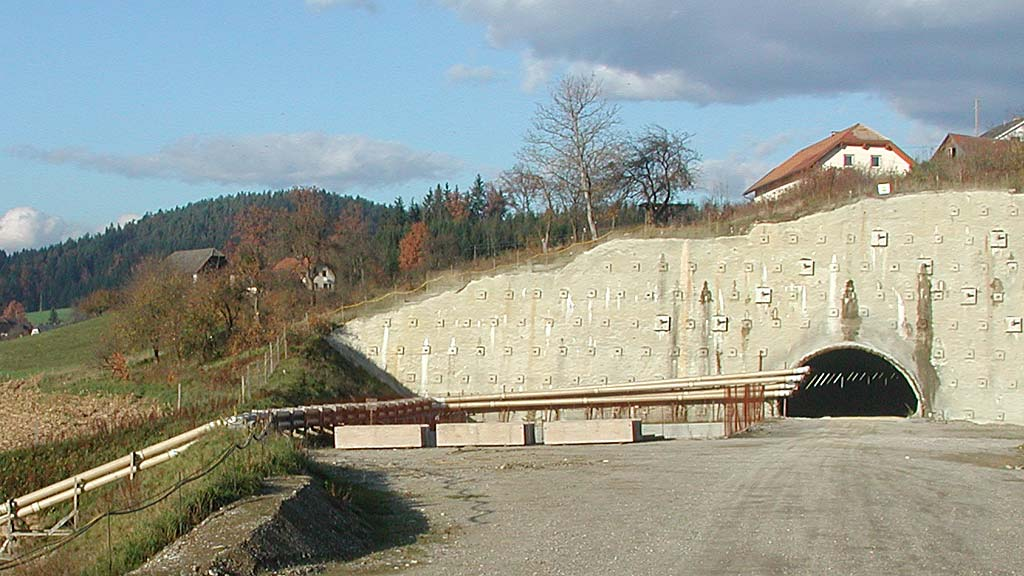
Западный портал будущего тоннеля

Железная дорога Коральм находится на стадии строительства. Она свяжет провинциальные столицы Клагенфурт и Грац через базисный тоннель Коральм под хребтом Коральпе в 2022 году. Проектная длина тоннеля составляет 32,9 км, после окончания строительства он станет одним из самых длинных тоннелей в мире